# George Ogden Abell
George Ogden Abell (Los Ángeles, 1 de marzo de 1927-7 de octubre de 1983) fue un astrónomo estadounidense de la Universidad de California, Los Ángeles (UCLA). Trabajó como astrónomo investigador, profesor, administrador y divulgador de la ciencia, la educación y el escepticismo. Abell obtuvo la licenciatura (inglés, bachelor's degree) (1951), la maestría (inglés, master's degree) (1952) y el título de doctor (inglés, Ph.D.) (1957) en el Instituto Tecnológico de California. Empezó su carrera de astrónomo como guía turístico del Observatorio Griffith en Los Ángeles.
Su trabajo más conocido es su catálogo de cúmulos de galaxias construido a partir del 'Palomar Sky Survey', obra de referencia en el estudio de cúmulos de galaxias así como base para trabajos fundamentales en cosmología observacional. Estudiando la distribución de luminosidades de las galaxias de los cúmulos (función de luminosidad) mostró como podría ser utilizada como indicador de distancia.
El catálogo Abell es una lista casi completa de 4.000 cúmulos, aproximadamente, con corrimiento al rojo de hasta 'z'=0.2, con al menos 30 galaxias cada uno. El catálogo original de cúmulos en el hemisferio norte fue publicado en 1958. El catálogo extendido, incluyendo cúmulos del hemisferio sur fue publicado póstumamente en 1987 en colaboración Harold G. Corwin y Ronald P. Olowin.
Abell también fue codescubridor del cometa periódico 52P/Harrington-Abell. Junto con Peter Goldreich, determinó correctamente que las nebulosas planetarias evolucionan a partir de estrellas gigantes rojas.
Abell trabajó durante más de 20 años como profesor en el "Programa de ciencia en verano" ("Summer Science Program") para estudiantes de institutos en EE. UU., que en su memoria estableció la Beca Abell (en inglés, "Abell Scholarship Fund"). También participó en la producción de las series educativas para la televisión, "Understanding Space and Time" (Entendiendo el espacio y el tiempo) y "Project Universe" (Proyecto Universo). 
A Abell le apasionaba desmontar afirmaciones pseudocientíficas como las realizadas por Immanuel Velikovsky. Abell fue cofundador del 'Comité para investigación científica de afirmaciones paranormales' (en inglés, "Committee on Scientific Investigation of Claims of the Paranormal", CSICOP) y escribió artículos para su revista, "The Skeptical Inquirer".
Abell fue presidente de la 'Comisión sobre Cosmología' de la Unión Astronómica Internacional y presidente de la Sociedad Astronómica del Pacífico. Fue elegido miembro de la Real Sociedad Astronómica inglesa en 1970. Fue director del departamento de Astronomía de la UCLA desde 1968 hasta 1975 y director del 'Comité sobre la Educación' de la Sociedad Astronómica Americana. Debería haberse convertido en editor de la revista "Astronomical Journal" el primero de enero de 1984, sin embargo, fallecería pocas semanas antes.
El asteroide (3449) Abell fue nombrado así en su honor, al igual que el Observatorio George Abell en la Universidad Abierta en Milton Keynes, Inglaterra.

## Obituarios
- JRASC 77 (1983) L85
- QJRAS 30 (1989) 283